# Howard Hesseman

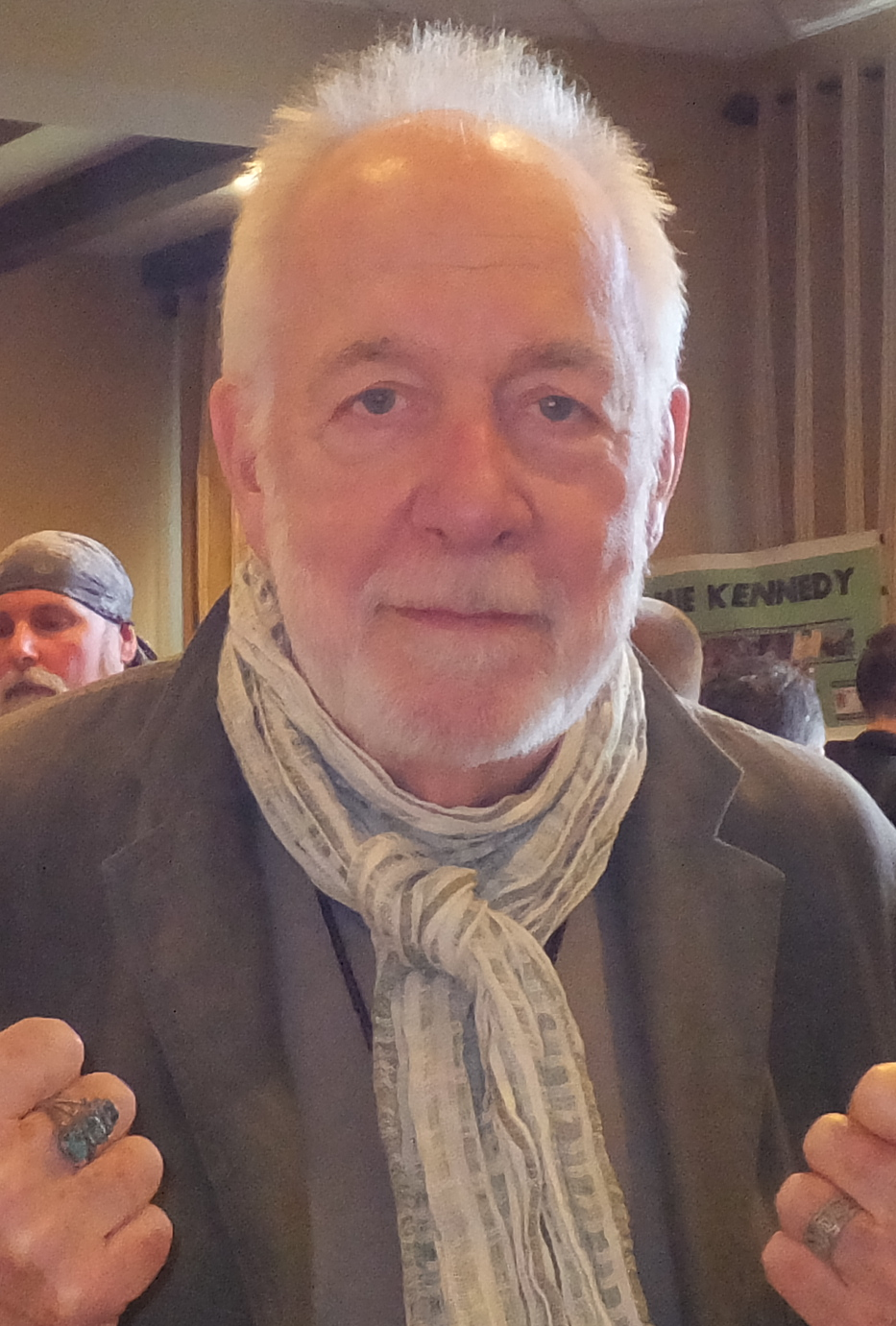
Howard Hesseman (2014)

Howard Hesseman (* 27. Februar 1940 in Lebanon, Oregon; † 29. Januar 2022 in Los Angeles, Kalifornien) war ein US-amerikanischer Schauspieler.

## Leben
Howard Hesseman wurde 1940 in Lebanon, Oregon geboren. Seine Eltern Edna Foster und George Henry Hesseman ließen sich scheiden, als er fünf Jahre alt war. Fortan wuchs er bei seiner Mutter und seinem Stiefvater, einem Polizisten auf. Hesseman besuchte die University of Oregon und gründete zusammen mit David Ogden Stiers in San Francisco die Comedygruppe The Committee. Am Anfang seiner Schauspielkarriere verwendete er den Namen Don Sturdy, den er später auch als DJ beim Radio benutzte. Zur Schauspielerei kam er durch seinen Onkel.
Im Januar 2022 starb Hesseman im Alter von 81 Jahren nach einer Darmoperation. Er hinterließ seine Ehefrau Caroline Ducrocq, mit der er seit 1989 verheiratet war.

## Karriere
Howard Hessemann feierte sein Schauspieldebüt in der Fernsehserie The Andy Griffith Show, in der er in zwei Folgen unterschiedliche Rollen spielte. In den 1970er-Jahren erhielt er neben Auftritten in Serien auch Nebenrollen beim Film, dabei spielte er in Die haarsträubende Reise in einem verrückten Bus, Mel Brooks’ letzte Verrücktheit: Silent Movie, Vergewaltigt hinter Gittern und dem Fernsehfilm Der Geist von Flug 401 mit. Hesseman wurde in dieser Zeit oftmals auf den Rollentypus des Hippies besetzt.
Von 1978 bis 1982 spielte Hesseman in 90 Folgen den DJ Johnny Fever in der Sitcom WKRP in Cincinnati, die im deutschsprachigen Raum nie ausgestrahlt wurde, in den USA aber populär war. Im Anschluss an diese Fernsehserie spielte Hesseman in den letzten beiden Staffeln der Serie One Day at a Time eine der Hauptrollen, bevor er von 1986 bis 1990 in 92 Folgen die Hauptrolle des Lehrers Charlie Moore in Head of the Class spielte. Zudem übernahm er im Verlaufe der 1980er-Jahre weitere Kinoauftritte, so mimte er in der Filmkomödie Police Academy 2 – Jetzt geht’s erst richtig los die Rolle des Captain Peter „Pete“ Lassard, den jüngeren Bruder der Rolle Eric Lassard (dargestellt von George Gaynes). 
In den 1990er-Jahren wirkte er in zahlreichen Fernsehfilmen, so beispielsweise Mord in New Hampshire mit Helen Hunt und Chad Allen in den Hauptrollen, und in den beiden französischen Filmen Die Schokoladenprinzessin und Mord im Sucher mit. Neben Gastauftritten in Fernsehserien wie Ein Trio zum Anbeißen, Pretender und Practice – Die Anwälte spielte er in der Komödie Gridlock’d – Voll drauf! einen Blinden und in der Tragikomödie About Schmidt den Vater von Jack Nicholsons zukünftigem Schwiegersohn. In den Rollen eines Arztes wirkte er in den Fernsehserien Outer Limits – Die unbekannte Dimension, Emergency Room – Die Notaufnahme und CSI: Den Tätern auf der Spur jeweils mit. Zuletzt stand Hesseman 2018 für den Kinofilm Dirty Politics vor der Kamera.

## Filmografie (Auswahl)

### Film
- 1968: Petulia
- 1971: Billy Jack
- 1973: Ganoven auf Abwegen (Steelyard Blues)
- 1973: The Blue Knight (Fernsehfilm)
- 1975: Cash – Die unaufhaltsame Karriere des Gefreiten Arsch (Whiffs)
- 1975: Shampoo
- 1975: Die Sunny Boys (The Sunshine Boys)
- 1976: Die haarsträubende Reise in einem verrückten Bus (The Big Bus)
- 1976: Mel Brooks’ letzte Verrücktheit: Silent Movie (Silent Movie)
- 1976: Vergewaltigt hinter Gittern (Jackson County Jail)
- 1977: Jenseits von Mitternacht (The Other Side of Midnight)
- 1978: Der Geist von Flug 401 (The Ghost of Flight 401, Fernsehfilm)
- 1984: Unter Verdacht (Best Kept Secrets, Fernsehfilm)
- 1985: Police Academy 2 – Jetzt geht’s erst richtig los (Police Academy 2: Their First Assignment)
- 1986: Angst und Einsamkeit (Inside Out)
- 1986: Der Flug des Navigators (Flight of the Navigator)
- 1987: Hellcatraz – Mafia in Ketten (Six Against the Rock)
- 1987: Amazonen auf dem Mond oder Warum die Amis den Kanal voll haben (Amazon Women on the Moon)
- 1991: Mord in New Hampshire (Murder in New Hampshire: The Pamela Wojas Smart Story, Fernsehfilm)
- 1992: Die Schokoladenprinzessin (Amour et chocolat, Fernsehfilm)
- 1993: Kleine Millionärin in Not (Little Miss Millions)
- 1993: Mord im Sucher (Lethal Exposure, Fernsehfilm)
- 1997: Am zweiten Weihnachtstag (On the 2nd day of Christmas, Fernsehfilm)
- 1997: Spiel mit höchstem Risiko (High Stakes, Fernsehfilm)
- 1997: Gridlock’d – Voll drauf! (Gridlock’d)
- 2002: About Schmidt
- 2007: Mein Kind vom Mars (Martian Child)
- 2008: The Rocker – Voll der (S)Hit (The Rocker)
- 2009: Halloween II
- 2009: Verrückt nach Steve (All About Steve)
- 2012: Bigfoot – Die Legende lebt! (Bigfoot)
- 2016: Wild Oats
- 2018: Dirty Politics

### Serien
- 1968: The Andy Griffith Show (zwei Folgen)
- 1977: Quincy (Quincy M.E., Folge A Dead Man’s Truth)
- 1978–1982: WKRP in Cincinnati (90 Folgen)
- 1978: Detektiv Rockford – Anruf genügt (The Rockford Files, Folge The House on Willis Avenue)
- 1982–1984: One Day at a Time (18 Folgen)
- 1985: Mord ist ihr Hobby (Murder, She Wrote, Folge Widow, Weep for Me)
- 1986–1990: Ganz große Klasse (Head of the Class, 92 Folgen)
- 1997: Outer Limits – Die unbekannte Dimension (The Outer Limits, Folge Music of the Spheres)
- 1998: Ein Trio zum Anbeißen (Two Guys, a Girl and a Pizza Place, Folge 1x12 Two Guys, a Girl and a Dad)
- 1999: Pretender (The Pretender, Folge 4x06 Extreme)
- 1999: Practice – Die Anwälte (The Practice, Folge 3x12 Am Rande der Legalität)
- 2000: Ein Hauch von Himmel (Touched by an Angel, Folge 6x23 Monica’s Bad Day)
- 2001: Crossing Jordan – Pathologin mit Profil (Crossing Jordan, Folge 1x07 Wettlauf gegen die Zeit)
- 2001: Die wilden Siebziger (That ’70s Show, drei Folgen)
- 2006: Dr. House (House M.D., Fernsehserie, Folge 2x14 Sex wird unterschätzt)
- 2006–2007: Boston Legal (Fernsehserie, drei Folgen)
- 2007: Emergency Room – Die Notaufnahme (ER, Folge 14x01 Panik)
- 2007: Psych (Folge 2x05 Pferdefüße beim Pferderennen)
- 2010: Lie to Me (Folge 2x11 Duell mit dem Teufel)
- 2011: CSI: Den Tätern auf der Spur (CSI: Crime Scene Investigation, Folge 11x16 Das Cabinet des Dr. Aden)
- 2012: Mike & Molly (Folge 2x17, Mike mag Lasagne)
- 2016: Chicago Med (Folge Withdrawal)
- 2017: Fresh Off the Boat (zwei Folgen)